# Crescentieae
Crescentieae, biljni tribus iz porodice katalpovki. Sastoji se od 6 američkih rodova iz Srednje i Južne Amerike i Kariba.

## Etimologija
Tribus je dobio ime po tipičnom rodu Crescentia.

## Opis
Opisan je u A General History of the Dichlamydeous Plants 4: 216, 232. 1837.  Pleme Crescentieae uključuje Amphitecna (23 vrsta), Crescentia (šest vrsta) i Parmentiera (10 vrsta), tri roda drveća sa središtem raznolikosti u Srednjoj Americi i malim brojem vrsta na Antilima i sjevernoj Južnoj Americi. Vrste u Crescentieae ujedinjene su svojim mesnatim, neraspadljivim plodom i cvjetovima koje oprašuju šišmiši. U ispitivanjima morfoloških, ekoloških i biogeografskih obrazaca unutar plemena, koristuio se i kloroplast (ndhF, trnL-F) i nuklearni markeri (PepC, ITS). Najnoviji opisi Crescentieae, koja sadrži Amphitecna, Crescentia i Parmentiera je podržan filogenetskim rezultatima. Isto tako, sestrinska veza između Crescentieae i antilskog endema Spirotecoma također je potvrđena nalazima. Ovaj odnos implicira evoluciju mesnatih i neraspadljivih plodova od suhih i rahličastih, kao i evoluciju oprašivanja šišmišima iz oprašivanja kukcima. Plodove i sjemenke vrsta Crescentieae konzumiraju ljudi, kopitari, ptice i ribe. 

## Rodovi
1. Parmentiera DC. (10 spp.), parmentijera
2. Crescentia L. (6 spp.), krescencija
3. Amphitecna Miers (23 spp.)
4. Paratecoma Kuhlm. (1 sp.)
5. Romeroa Dugand (1 sp.)
6. Spirotecoma (Baill.) Dalla Torre & Harms (4 spp.)